# TCPy
TCPy ili 3,5,6-trihloro-2-piridinol je metabolit hlorpirifosa i hlorpirifos-metila, koji su organofosfatni insekticidi.  Ispitivanja su pokazala da postoji korelacija između izlaganja TCPy-u i sniženja nivoa testosterona kod ljudi. Prema ovom izvoru, izlaganje je široko rasprostranjeno i potencijalno značajno za javno zdravlje.